# Bitter Sweet
Bitter Sweet ist ein in Technicolor entstandener  Film unter der Regie von W. S. Van Dyke mit dem Leinwandpaar Jeanette MacDonald und Nelson Eddy. Der Film basiert auf der gleichnamigen Operette von Noël Coward und kam 1940 in den Verleih.

## Handlung
Anstatt einer arrangierten Heirat mit einem Mann einzugehen, den sie nicht liebt, flieht Sarah Millick mit ihrem Musiklehrer und Geliebten Carl Linden nach Wien, wo beide heiraten. Dort kämpfen auch beide dafür, von ihrer Arbeit als Musiker zu leben. Carl schreibt eine Operette und bemüht sich, einen Produzenten für die Aufführung zu finden. Dabei hilft ihnen der in Wien lebende Baron von Tranisch, der allerdings andere Absichten verfolgt. In einem Fechtkampf tötet der Baron Carl. Schließlich kommt es zur Aufführung der Operette, in der Sarah die Hauptrolle singt, wenngleich als bitterer Beigeschmack bleibt, dass Carl die Uraufführung nicht mehr miterleben konnte.

## Hintergrund
Der in Technicolor gedrehte Musikfilm basiert auf der gleichnamigen Operette von Noël Coward, die 1929 im Her Majesty’s Theatre uraufgeführt. wurde. Die beiden Hauptdarsteller Jeanette MacDonald und Nelson Eddy standen als Leinwandpaar bereits zuvor mehrfach gemeinsam vor der Kamera, wie zum Beispiel 1937 in Maienzeit. Die Filmfassung wurde im Vergleich zur Originalhandlung in zahlreichen Szenen, insbesondere in den Anfangs- und Schlussszenen, gekürzt, so dass Komponist Coward am Ende weitere Verfilmungen seiner musikalischen Werke untersagte. Nicht übernommen wurde „If Love Were All“. Neben den Liedern aus der Operette wie „I'll See You Again“, „Polka“, „If You Could Only Come With Me“, „What Is Love“, „Kiss Me“, „Tokay“, „Love In Any Language“, „Dear Little Cafe“, „Ladies Of The Town“ und „Zigeuner“ wurde der Film durch Kompositionen aus Cowards America’s Sweethearts ergänzt. Außerdem ist in einer Tanzszene „Una voce poco fa“ aus Gioachino Rossinis Der Barbier von Sevilla  zu hören.

## Kinoauswertung
Der mit einem Budget von 1.098.000 US-Dollar produzierte Film spielte mit 972.000 US-Dollar im Inland sowie 1.292.000 US-Dollar im Ausland ein, was kumuliert einem Ergebnis von 2.264.000 US-Dollar entsprach.

## Auszeichnungen
Der Film ging in die Oscarverleihung 1941 mit zwei Nominierungen, ohne einen der Preise zu gewinnen:
- Oscar/Bestes Szenenbild für einen Farbfilm – Cedric Gibbons und John S. Detlie
- Oscar/Beste Kamera bei einem Farbfilm – Oliver T. Marsh und Allen M. Davey.